# Investigación basada en la comunidad
La investigación basada en la comunidad es un  método en Ciencias sociales que da mayor protagonismo a los miembros de la comunidad para que colaboren en el proceso de la investigación, no sólo como personas que responden a las encuestas y que pueden ser además los destinatarios de los eventuales cambios en la sociedad, sino que participan en la administración de los cuestionarios, seleccionando las muestras de los entrevistados calificados con criterios de relevancia y también participando en otras etapas del estudio y sugiriendo modificaciones para mejoras en el proyecto. Esta colaboración comunitaria está más próxima a un trato entre iguales o un puente, entre los que llevan la responsabilidad del proyecto y los que son encuestados, integrando así el conocimiento y la acción para el mutuo beneficio de las partes, véase Acción social.
Los demás aspectos de la técnica de la encuesta comunitaria permanecen igual: no intervención en las opiniones del encuestado, anonimato, etc. No es una encuesta participativa. Se trata de potenciar la calidad de los resultados incorporando juntos el mejor hacer de los que diseñaron la encuesta, los que administraros las encuestas y los que aportaron respuestas a todo ello. También se intenta enriquecer la estratificación de la muestra por la intervención más cerca de la comunidad o basada en ella. El tema ha sido estudiado en Ciencias sociales por Bárbara Israel y otros (1998). También existe la educación basada en la escuela comunitaria, que cubre las necesidades de instrucción extracurricular y el liderazgo.
Los directores del proyecto envían primero una invitación a participar, se les envían instrucciones de la operativa a seguir, dando prioridad a la actitud de los voluntarios-encuestadores con relación a los encuestados : capacidad de respuesta y diversidad de los encuestados y no a un muestreo anónimo y algunas veces sin controlar. Estos criterios de estratificación de la muestra no serán problema por su conocimiento de la comunidad. Los seleccionados son aquellos que ya han participado en proyectos comunitarios, sean de calidad de vida, de desarrollo sostenible u otros o que simplemente han puesto interés en la comunidad. Resúmenes de una encuesta real en un Condado de Nueva Inglaterra., nov. 2004.
La Investigación-Acción-Participativa (IAP) es la última actualización, para una aplicación más colaborativa, de casos de capacitación socioeconómica para planes de desarrollo social;ejemplo: Comuna de Diego de Almagro (Chile). La metodología más completa está dispersa en los otros varios ejemplos. Tiene el método un paso más con la inclusión del Ayuntamiento, los Vecinos y los Investigadores en mesas redondas de trabajo de discusión y aplicación de un proyecto, que es donde saldrán las conclusiones. Trata de implicar y responsabilizar a todas las partes. El saber popular como fuente del conocimiento en la acción con una observación participativa, sin protagonismos. Una investigación aplicada a la acción, sin cientifismos, ni elitismos. Las etapas son un diagnóstico de la situación (trabajo de campo y grupo de trabajo, fortalecer el hacer ciudadano, procurar el desarrollo sostenible y estimular a las organizaciones sociales y los vecinos con un principio metodológico de transparencia : participar y compartir y con una misión de dinamización del grupo por parte de los investigadores y de su control, vigilando el grado de implicación de los agentes sociales, cuidando que no se invaliden las conclusiones y las acciones por intervencionismos aislados.